# Hemgölen (Hultsjö socken, Småland)
Hemgölen är en sjö i Sävsjö kommun i Småland och ingår i Lagans huvudavrinningsområde. Sjön är 2,5 meter djup, har en yta på 0,028 kvadratkilometer och är belägen 226,8 meter över havet.